# Leist (Pferdekrankheit)
Als Leist werden Knochenzubildungen am Fesselbein des Pferdes bezeichnet.
Bei übermäßiger Belastung bildet sich an den Ansatzstellen von Sehnen und Gelenkbändern am Fesselbein eine Knochenhautentzündung, welche an diesen Stellen bei chronischem Krankheitsverlauf zu einer Knochenzubildung (Exostose) führt (Periostitis ossificans). Als Leist werden hierbei die Zubildungen an den Ansatzstellen der schiefen Sesambeinbänder, der seitlichen und mittleren Krongelenkbänder sowie der Seitenbänder des Krongelenkes bezeichnet. Die Veränderungen sind nicht in jedem Fall sichtbar oder tastbar, rufen selten eine Lahmheit hervor und werden gelegentlich als Zufallsbefund bei einer röntgenologischen Untersuchung erhoben.
Ist Leist der Auslöser einer Lahmheit, was durch diagnostische Leitungsanästhesie festgestellt werden kann, besteht die Therapie in Stallruhe sowie lokaler Verabreichung von entzündungshemmenden Medikamenten (Antiphlogistika). Ein entlastender Hufbeschlag und eine Ruhepause kann Linderung bringen. Bei einem weit fortgeschrittenen, chronischen Krankheitsprozess werden durchblutungsfördernde Medikamente eingesetzt.